# Буриан, Карел
Ка́рел Бу́риан (чеш. Karel Burian, нем. Carl Burrian; 12 января 1870[…], Роусинов — 25 сентября 1924[…], Сеноматы[…]) — чешский оперный певец (тенор).

## Биография
Был старшим братом оперного певца Эмиля Буриана и дядей композитора Эмиля Франтишека Буриана. Оба брата учились пению у Франца Пиводы в Праге. До того, как заняться пением, изучал право в Карловом университете. Позже он продолжил изучение вокала у Феликса фон Крауса в Мюнхене. Дебютировал в Брно в 1891 г. После неудачной попытки получить роль в Национальном театре Праги продолжил карьеру за границей, преимущественно в Германии.
В 1902 году Буриан был приглашён в Дрезденскую придворную оперу, где выступал до 1911 года и прославился прежде всего как вагнеровский исполнитель. Здесь же он выступил на немецкой премьере оперы Джакомо Пуччини «Тоска» в партии Каварадосси. А 9 декабря 1905 года он принял участие в мировой премьере оперы Рихарда Штрауса «Саломея», создав яркий образ Ирода. В 1906 году Буриан осуществил свои первые записи. В 1906—1913 гг. он выступал в Метрополитен-Опера. В 1908 году исполнил заглавную партию в «Парсифале» на Байройтском фестивале. В 1911-12 годах предпринял большое турне по городам США. В 1912-14 гг. был членом ансамбля Венской Придворной оперы. Кроме того, выступал в Цюрихе, Париже, Лондоне, Будапеште и других городах. Сотудничал с такими дирижёрами, как Густав Малер и Артуро Тосканини.
В последние годы своей жизни Буриан неоднократно выступал в Национальном театре Праги, но так и не получил постоянного контракта. Не всегда одобрительное к нему отношение на родине объяснялось в том числе тем, что он пел «для немцев», предпочитая творческую свободу политике.